# Jorge Vilda
Jorge Vilda Rodríguez (ur. 7 lipca 1981 w Madrycie) – hiszpański trener piłkarski.

## Kariera

### Reprezentacja Hiszpanii U-17
Jorge Vilda jest synem Ángela, piłkarza FC Barcelony w latach 70., z którym wkrótce założył obiekt treningowy La Ciudad del Fútbol w Las Rozas de Madrid. W czerwcu 2010 roku został selekcjonerem kobiecej reprezentacji Hiszpanii U-17 (wówczas jego ojciec był selekcjonerem kobiecej reprezentacji Hiszpanii U-19), z którą zdobył wicemistrzostwo świata U-17 2014 w Kostaryce po przegranej 4 lipca 2014 roku na Stadionie Narodowym Kostaryki w San José 2:0 w finale z reprezentacją Japonii U-17, 3. miejsce na mistrzostwach świata U-17 2010 po wygranej 25 września 2010 roku na Hasely Crawford Stadium w Port-of-Spain 1:0 w decydującym meczu z reprezentacją Korei Północnej U-17, a także dwukrotnie mistrzostwo (2010, 2011), wicemistrzostwo (2014) oraz 3. miejsce mistrzostwach Europy U-17 (2013).

### Reprezentacja Hiszpanii U-19
W lipcu 2014 roku zastąpił swojego ojca na stanowisku selekcjonera kobiecej reprezentacji Hiszpanii U-19, z którą dwukrotnie zdobył wicemistrzostwo Europy U-19 (2014, 2015), a także został nominowany w plebiscycie Złotej Piłki FIFA 2014 w kategorii Trener Roku w kobiecej piłce nożnej.

### Reprezentacja Hiszpanii
30 lipca 2015 roku zastąpił Ignacio Queredę na stanowisku selekcjonera seniorskiej kobiecej reprezentacji Hiszpanii, który zrezygnował po 27 latach sprawowania funkcji. Z drużyną La Roja triumfował w Algarve Cup 2017 oraz w Cyprus Women’s Cup 2018.
W 2018 roku został nominowany w plebiscycie The Best FIFA Football Awards w kategorii Trener Roku w kobiecej piłce nożnej. Brał także udział w inauguracyjnej edycji programu mentorskiego dla trenerów piłki nożnej kobiet FIFA, będąc wyznaczony na mentora brazylijskiej piłkarki Beatriz Vaz e Silva.
30 sierpnia 2022 roku e-gazeta El Confidencial opublikowała informację, że większość zawodniczek seniorskiej i młodzieżowych drużyn La Roja domaga się rezygnacji Vildy ze sprawowanej przez niego funkcji z powodu nieporozumień dotyczącej taktyki oraz zarządzania drużyną przez Vildę, co według nich uniemożliwiało rozwój drużyny. 1 września 2022 roku odbyły się dwie konferencje prasowe, na których jako pierwszy pojawił się Vilda, potem zawodniczki, które zaprzeczały, by miały prosić Vildę o rezygnację.
Po wsparciu ze strony władz RFEF Vilda zdecydował się nie powoływać zbuntowanych zawodniczek do drużyny La Roja, jednak trzy z nich: Aitana Bonmatí, Mariona Caldentey i Ona Batlle wróciły do drużyny La Roja, a także powołane na mistrzostwa świata 2023 w Australii, na których drużyna La Roja triumfowała po 20 sierpnia 2023 roku osiągnął z drużyna La Roja największy sukces, gdy po wygranej 1:0 z reprezentacją Anglii w finale na Stadium Australia w Sydney (gol Olgi Carmony w 29. minucie), jednak w wyniku skandalu z udziałem ówczesnego prezesa Hiszpańskiego Związku Piłki Nożnej (RFEF), Luisa Rubialesa, w efekcie jego zawieszenia z powodu niewłaściwego zachowania wobec Jennifer Hermoso, 5 września 2023 roku został odwołany przez tymczasowego prezesa Pedro Rochę z funkcji selekcjonera drużyny La Roja, a jego następczynią została Montse Tomé.

### Reprezentacja Maroka
12 października 2023 roku Jorge Vilda został dyrektorem technicznym kobiecej reprezentacji Maroka.

## Sukcesy
Reprezentacja Hiszpanii U-17
- Wicemistrzostwo świata U-17: 2014
- 3. miejsce na mistrzostwach świata U-17: 2010
- Mistrzostwo Europy U-17: 2010, 2011
- Wicemistrzostwo Europy U-17: 2014
- 3. miejsce na mistrzostwach Europy U-17: 2013

Reprezentacja Hiszpanii U-19
- Wicemistrzostwo Europy U-19: 2014, 2015

Reprezentacja Hiszpanii
- Mistrzostwo świata: 2023
- Algarve Cup: 2017
- Cyprus Cup: 2018